# Monastiráki (métro d'Athènes)
Monastiráki (grec moderne : Μοναστηράκι, « Petit monastère », anciennement Μοναστήριον, « Monastère ») est une station de correspondance de métro d'Athènes sur les lignes 1 (verte) et 3 (bleue). Elle est située dans le centre historique d'Athènes, à l'extrémité ouest du quartier de Pláka, sous la place Monastiráki.

## Situation sur le réseau
La station Monastiráki est une station de correspondance entre la ligne 1 (verte) et la ligne 3 (bleue) du métro d'Athènes : sur la ligne 1 (verte), elle est située entre la station Thissío, en direction de la station terminus Le Pirée, et la station Omónia, en direction de la station terminus Kifissiá ; sur la ligne 3 (bleue), elle est située entre la station Keramikós, en direction de la station terminus Kifissiá, et la station Sýntagma, en direction de la station terminus Aéroport.

## Histoire
La station a été ouverte le 17 mai 1895 sur la ligne 1, à la suite du prolongement depuis la gare de Thissío. Elle est devenue station de correspondance en mars 2003 à la suite de l'ouverture de la ligne 3.
La station de la ligne 1 (verte), à colonnes de fonte et à couverture métallique à voûtains de brique, conserve les panneaux d'origine, qui portent encore l'ancien nom de Monastirion (Μοναστήριον).

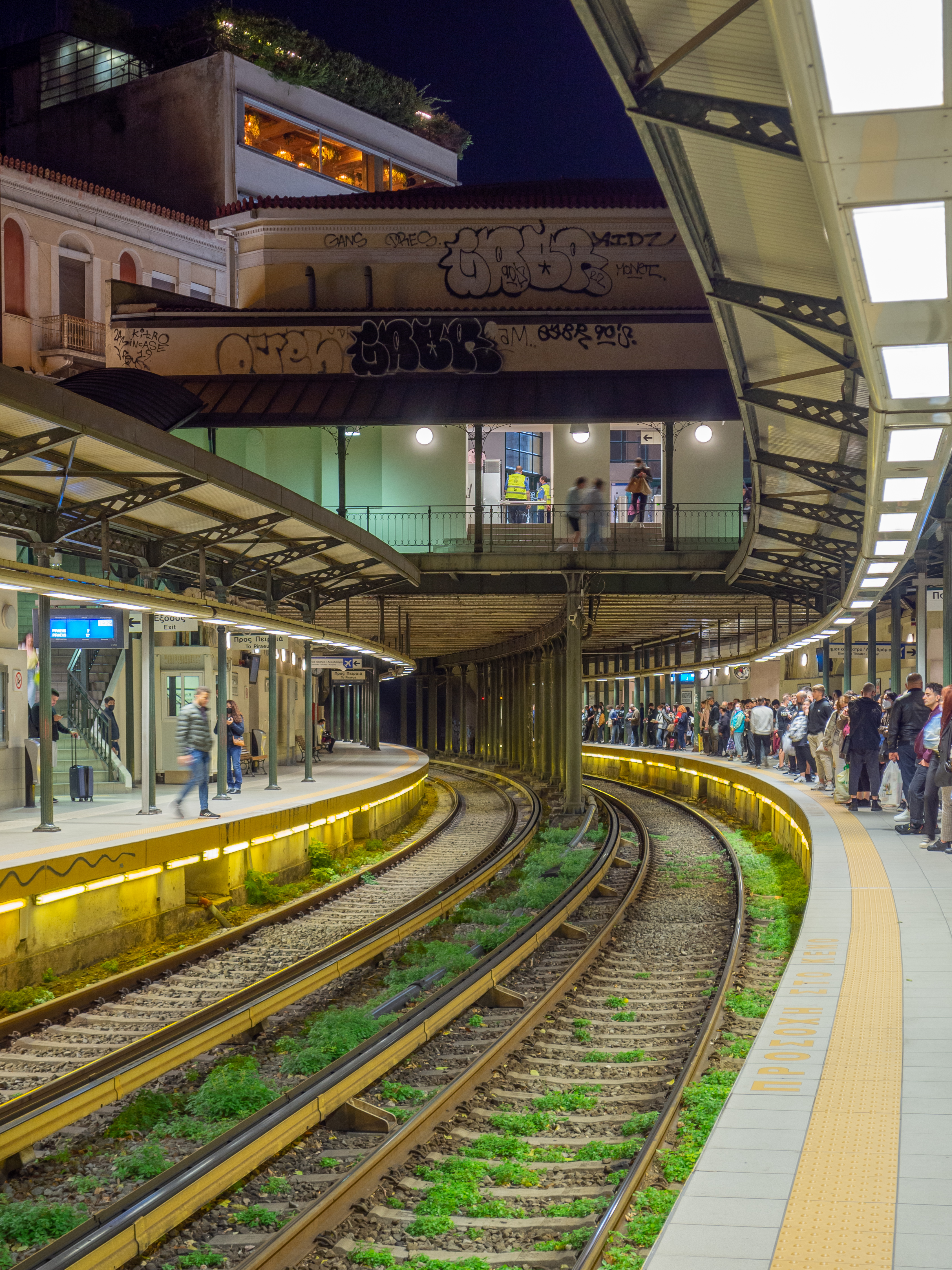
La station de la ligne 1 (verte).
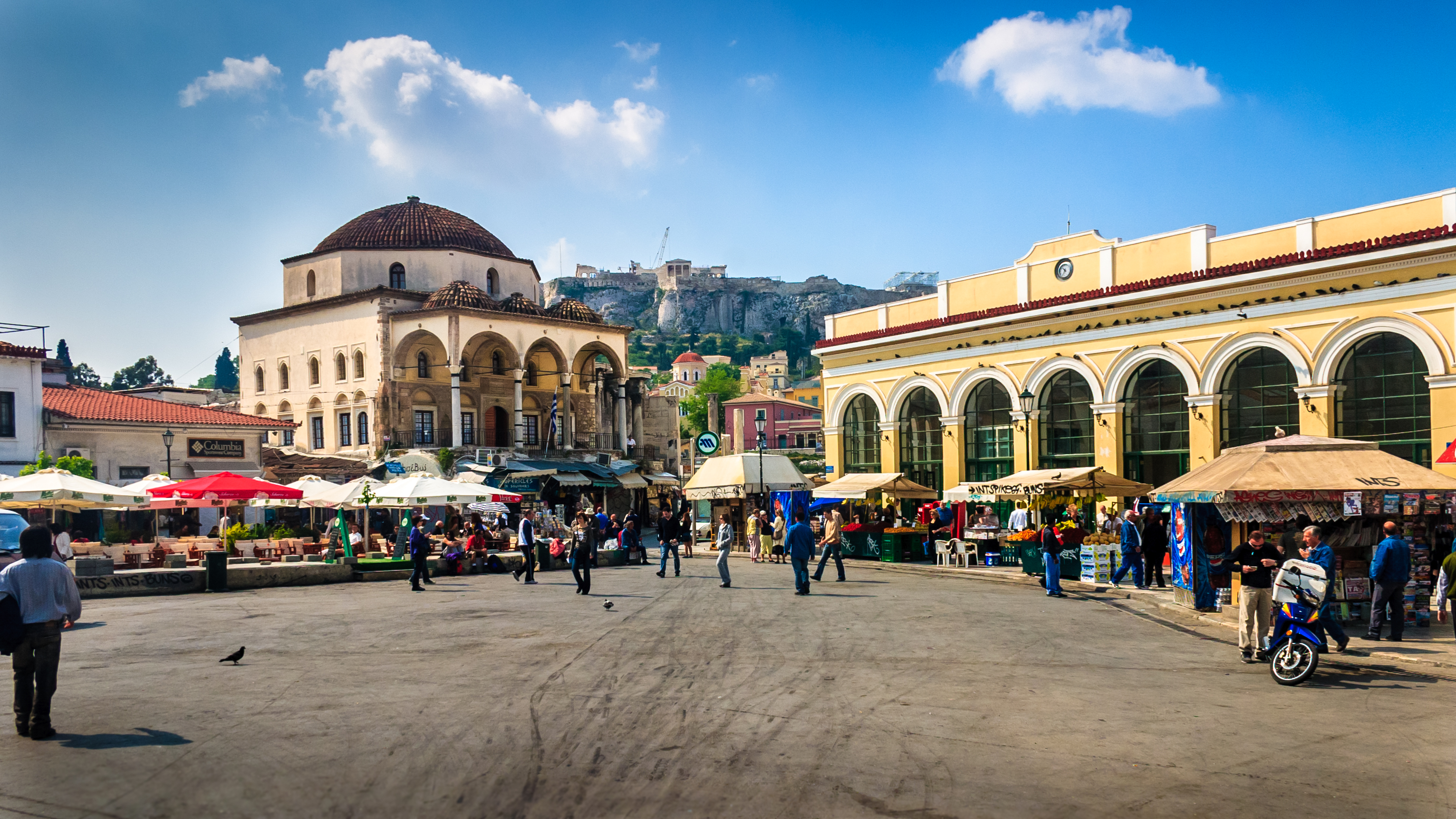
La station de métro (droite) et la mosquée Tzistarakis (gauche), avant la rénovation de la place en 2008.
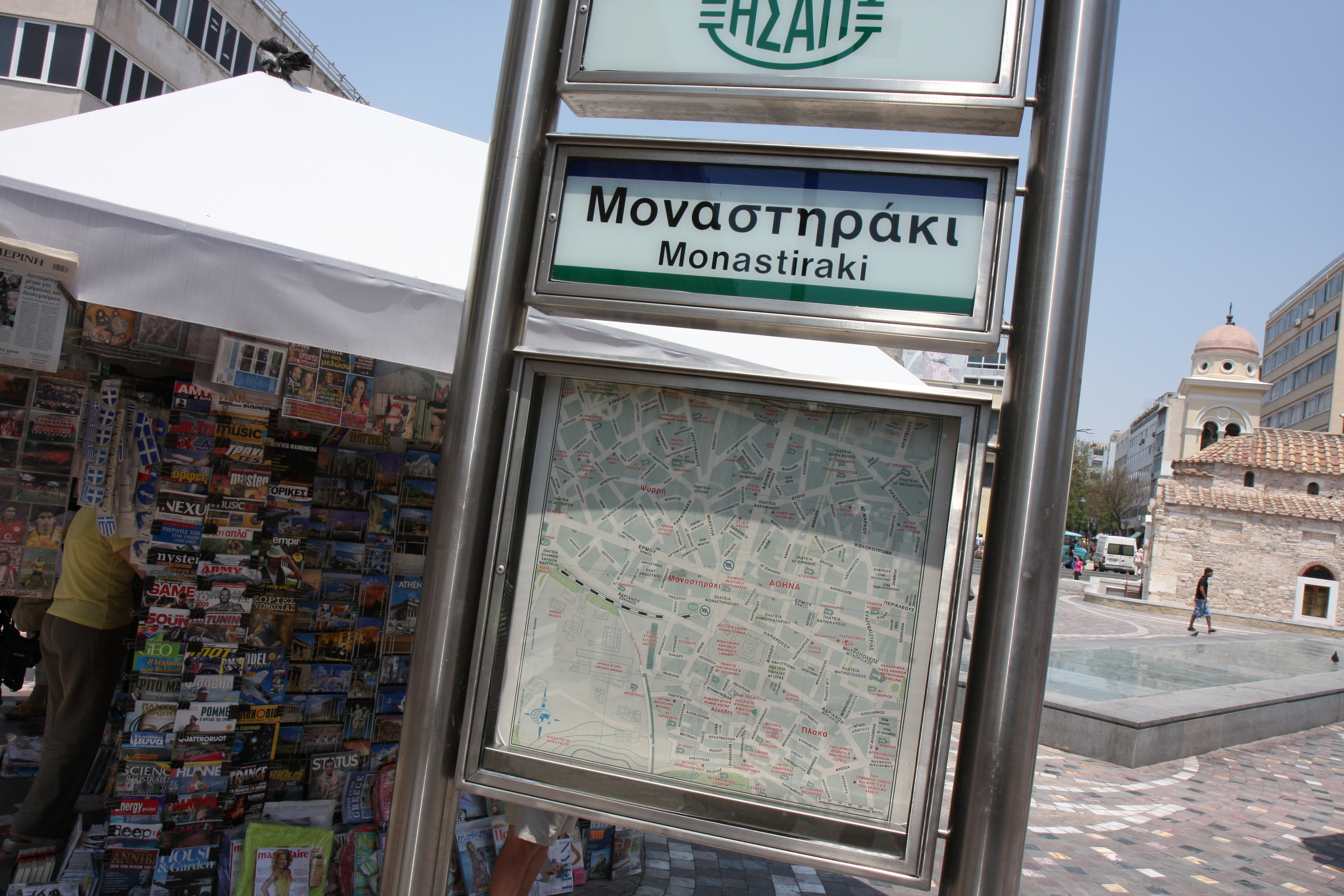
Panneau de la station et vue sur la place du même nom.

## Services aux voyageurs

### Accès et accueil
Elle dispose de trois accès : au croisement de la rue Ifestou et de la rue Athinas ; au croisement de la rue Athinas de la rue Thémidos ; et place de Monastiráki.

### Desserte

#### Ligne 1
La station de la ligne 1 se trouve moitié en souterrain et moitié en surface. Elle comporte deux quais latéraux.

Ligne 1, installations et desserte
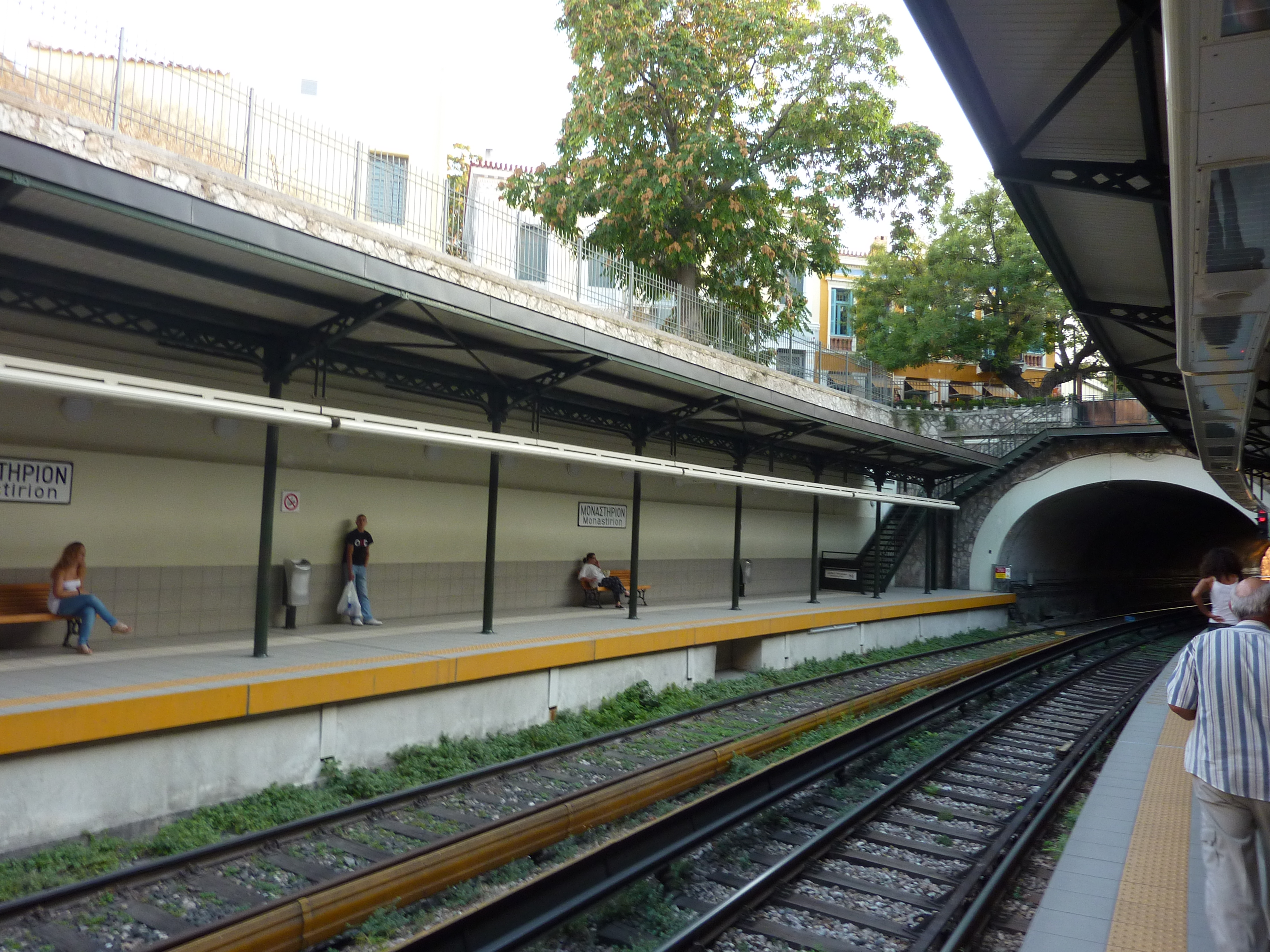
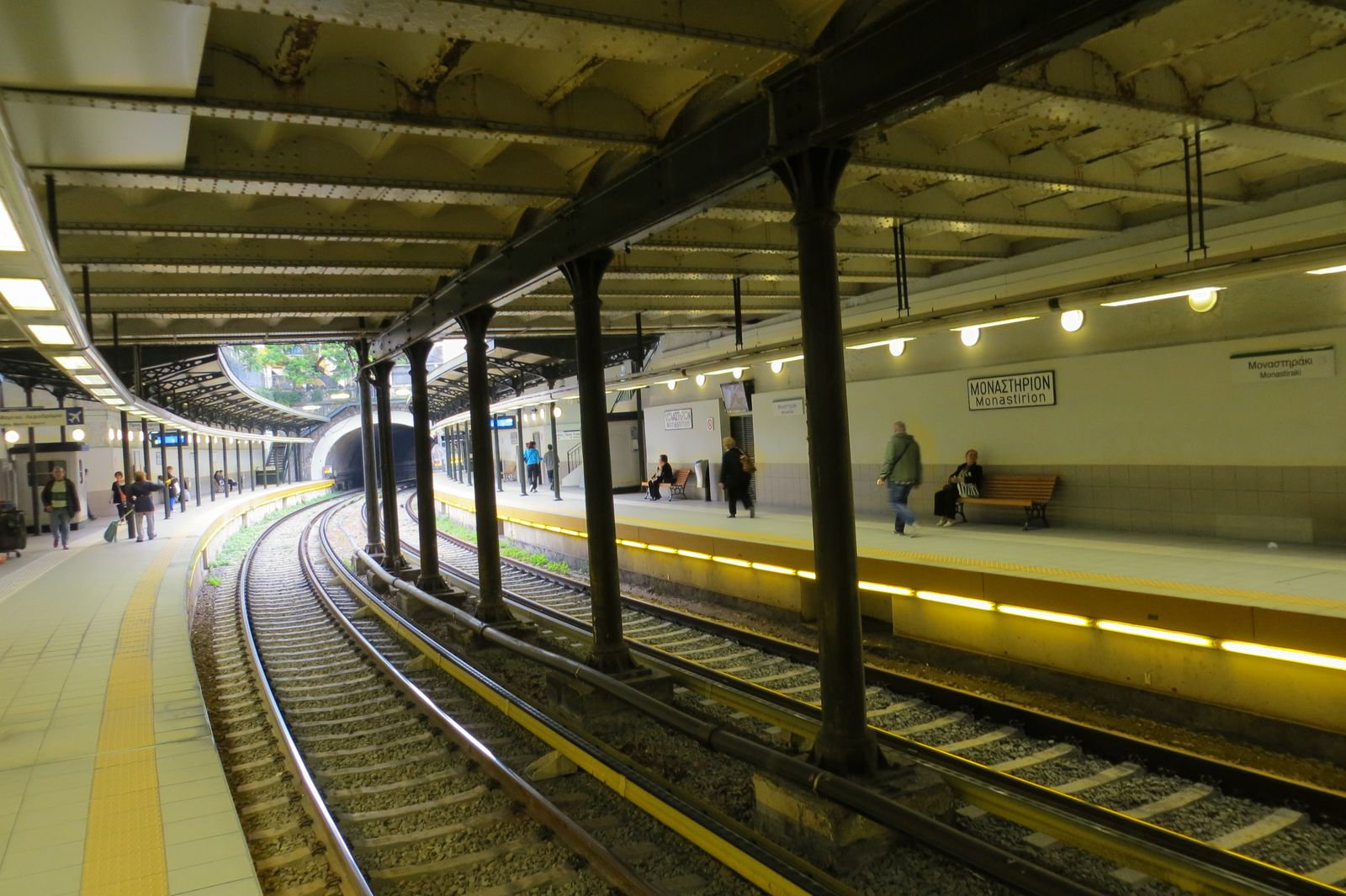
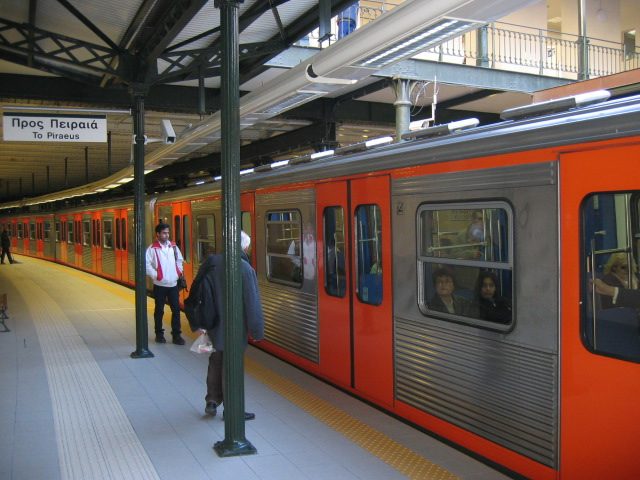

#### Ligne 3
La station de la ligne 3 est entièrement souterraine, elle se situe sous celle de la ligne 1 et comporte un quai central.

Ligne 3, installations
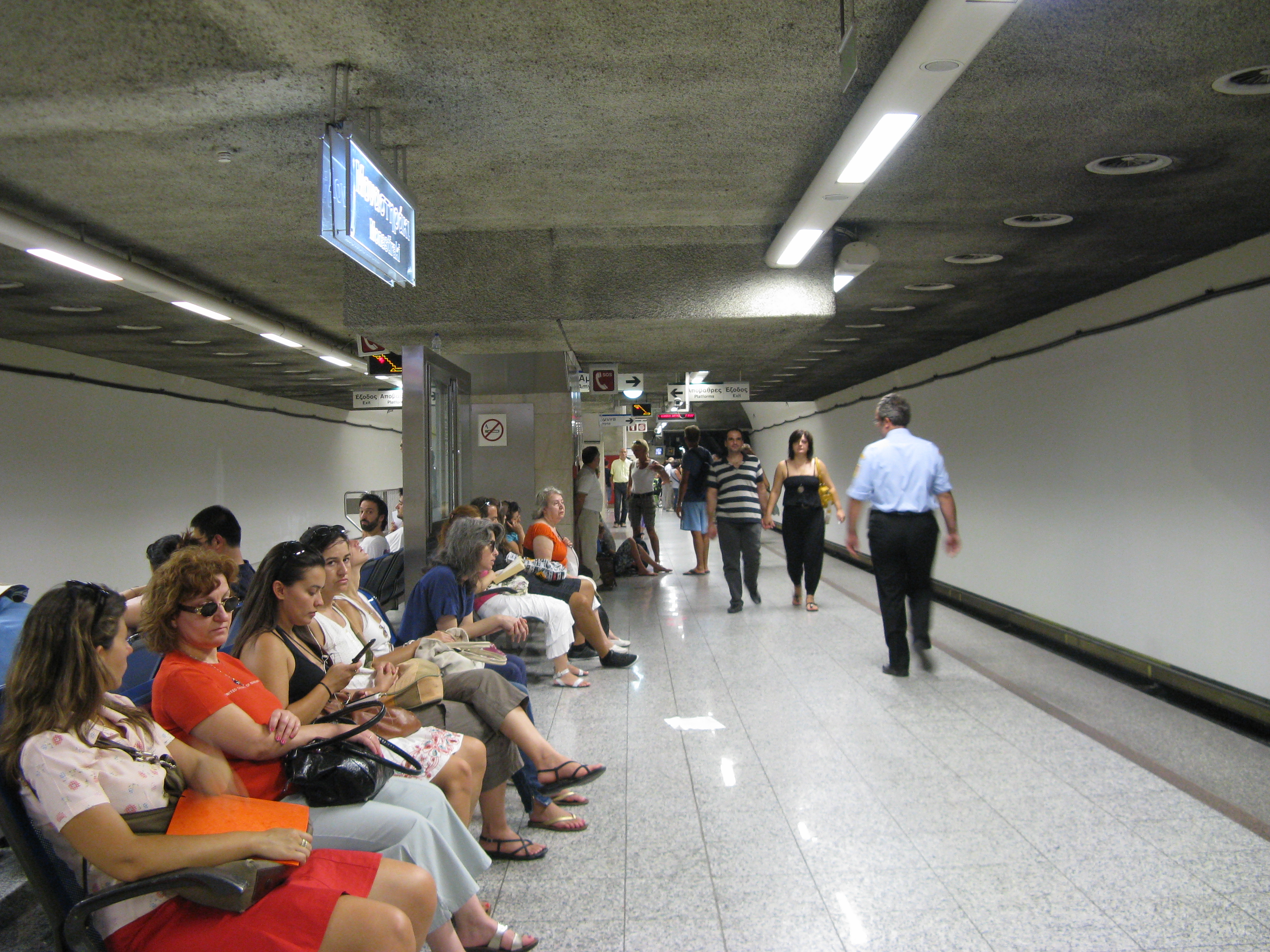

### Intermodalité
La station est desservie par les bus des lignes : 025, 026, 027, 035, 227, ainsi que par les bus de nuit de la ligne 500.

## À proximité
Cette station dessert les sites archéologiques de l'agora et de l'acropole d'Athènes. Des vestiges sont présentés aux abords, sur la place Monastiráki et dans la station même, traversée par la rivière Éridanos, ici couverte d'une voûte, qui vient du Lycabette et traverse le Céramique, pour rejoindre le fleuve Ilissós non loin de l'Olympiéion.

## Archéologique dans la station
À l'intérieur de la station sont exposés des objets et vestiges archéologiques découverts lors de la construction de la station : restes de maisons de toutes époques (du VIIIe siècle av. J.-C., jusqu'au XIXe siècle), ainsi que des bâtiments, des ateliers, des tombes et des éléments de systèmes d'approvisionnement en eau et d'assainissement. La station Monastiraki a été construite sur le lit de la rivière Éridanos, dont on peut voir des aménagements de différentes époques, la plus évidente étant la voûte de couverture de la rivière refaite sous Hadrien.
D'autres objets de valeur archéologique ont été mis au jour, comme des sculptures en marbre et des éléments architecturaux, des sols en mosaïque, des peintures murales, des revêtements décoratifs gravés, de la poterie, des pièces de monnaie et divers objets en métal et en os.

Archéologie dans la station
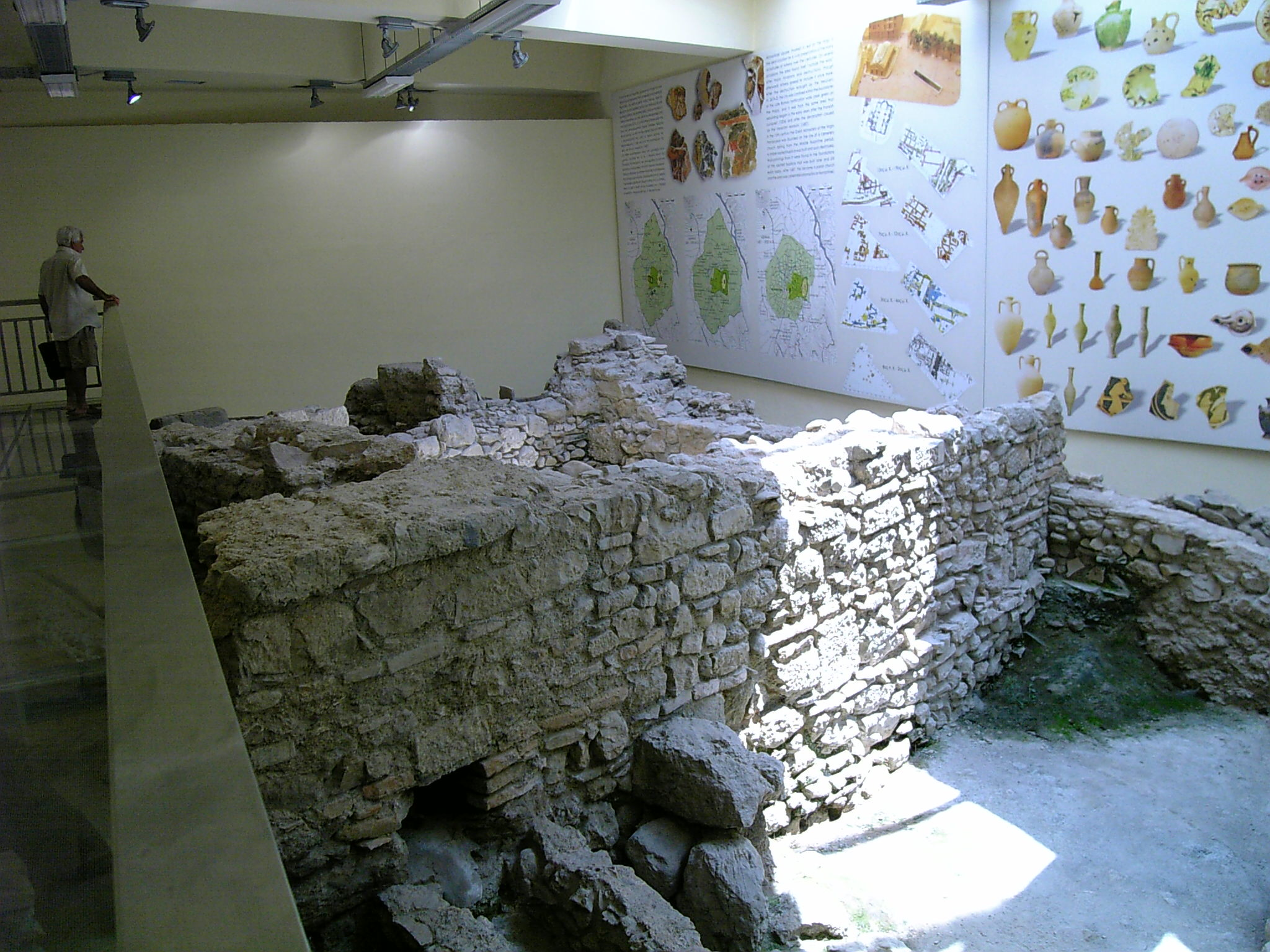
Vue du site.
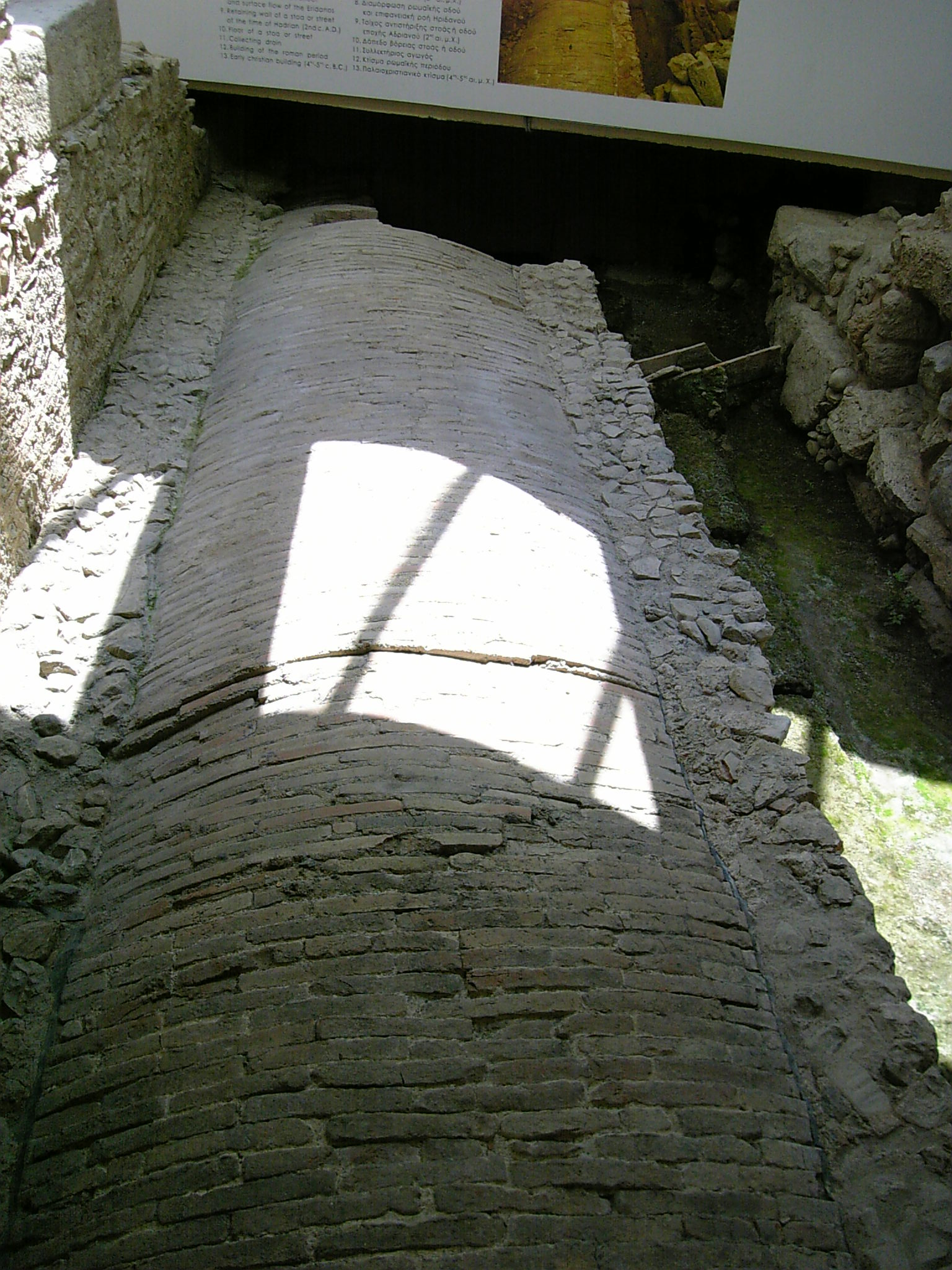
Lit de la rivière Éridanos.
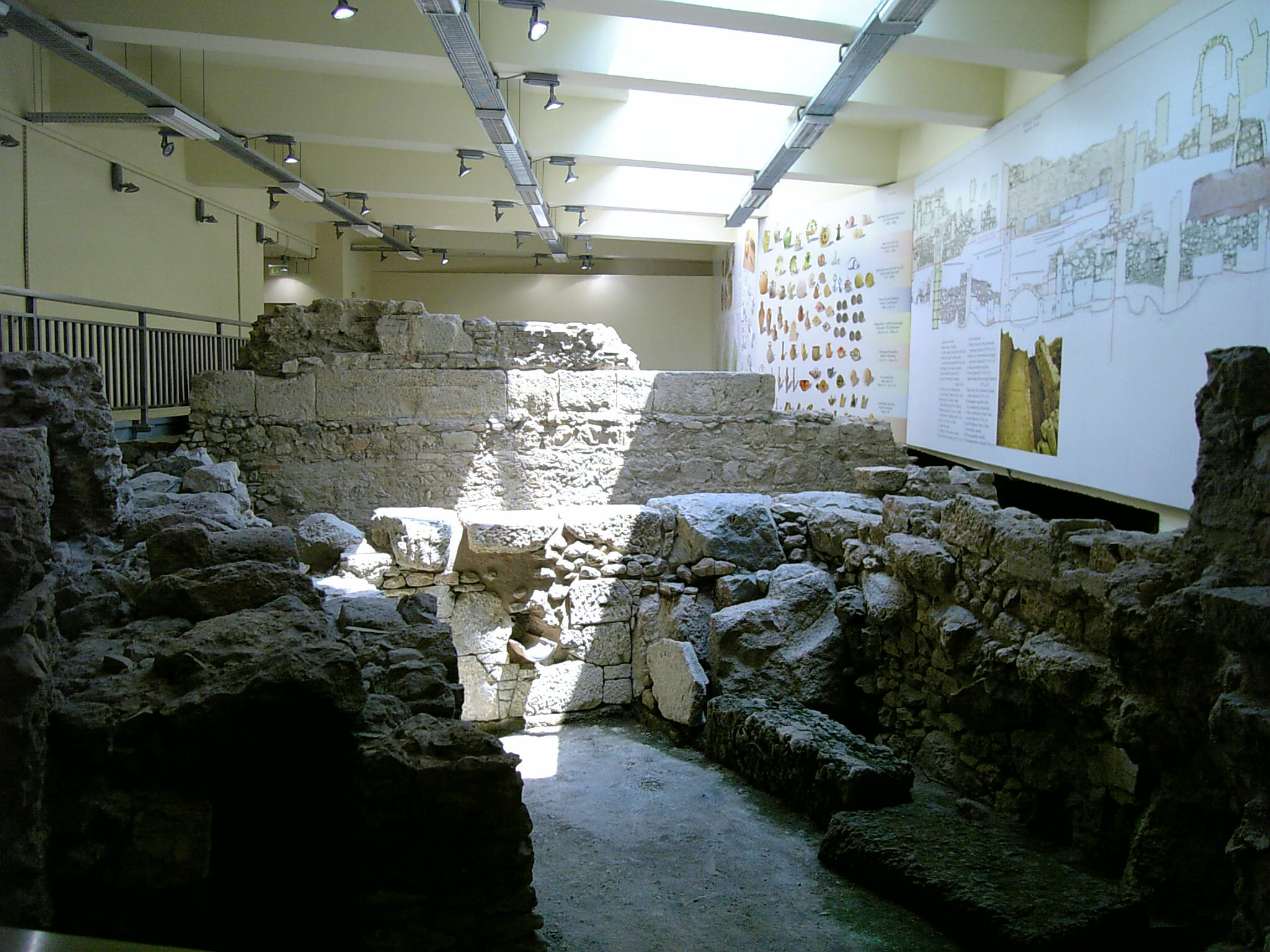
Site archéologique.